# NGC 767
NGC 767 (другие обозначения — MCG -2-6-10, KUG 0156-098, IRAS01563-0949, PGC 7483) — спиральная галактика (Sb) в созвездии Кит.
Этот объект входит в число перечисленных в оригинальной редакции «Нового общего каталога».
Возможно, NGC 767 взаимодействует с PGC 989194. Предположение высказано  исходя из искажённой формы обоих галактик.